# Villa Pisani (Bagnolo)
Villa Pisani, ubicata nella frazione di Bagnolo, nel comune di Lonigo nella provincia di Vicenza, è una villa veneta progettata dall'architetto Palladio Andrea nel 1542 su commissione dei fratelli Pisani di Venezia. È dal 1996 nella lista dei patrimoni dell'umanità dell'UNESCO assieme alle altre ville palladiane del Veneto.
Ideata come villa di campagna, il cui scopo si può verificare dalla presenza di barchesse ad essa adiacenti, probabilmente solo una parte di quelle in origine, presenta un parco che si colloca posteriormente all'edificio. Essa sorge in prossimità del fiume Guà in un punto strategico affacciandosi inoltre sulla strada che collega la frazione direttamente alla vicina Spessa.
Tra le prime opere di Palladio, si presenta incompleta poiché priva del cortile a porticati.
L'interno presenta un maestoso salone centrale affrescato.

## Storia
La realizzazione di villa Pisani a Bagnolo, a partire dal 1542, costituisce per la carriera del giovane Palladio un vero punto di svolta. I fratelli Vettore, Marco e Daniele Pisani fanno infatti parte dell'élite aristocratica veneziana, con conseguente netto salto di scala nella committenza palladiana sino ad allora soprattutto vicentina. La vasta tenuta agricola di oltre 1200 campi era di proprietà Pisani sin dal 1523, e su di essa insisteva una casa dei precedenti proprietari, i vicentini Nogarola, probabilmente assorbita nella nuova costruzione.
Nel 1545 il corpo padronale risulta realizzato, e in una mappa del 1569 è visibile sul fondo del cortile, a ovest, una grande barchessa colonnata a U, attribuibile anch'essa a Palladio, conclusa da due colombare, ammirata dal Vasari ma successivamente danneggiata da un incendio nel 1806 e sostituita dall'attuale struttura ottocentesca localizzata sul lato lungo, estranea al progetto palladiano. Dopo un bombardamento nel 25 aprile 1945 è rimasto solo un lato del porticato.
La villa è stata restaurata e aperta al pubblico nel 1993 (visitabile su appuntamento). Nel 1996 è stata inserita nella lista dei patrimoni dell'umanità dell'UNESCO con le altre ville palladiane del Veneto e la città di Vicenza.

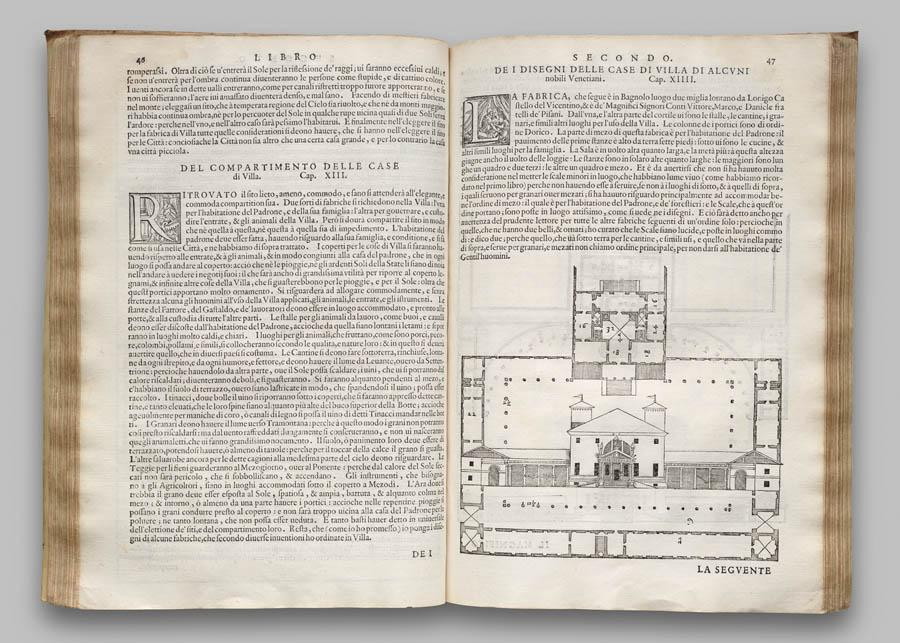
Villa Pisani ne I quattro libri dell'architettura di Palladio (libro II), 1570
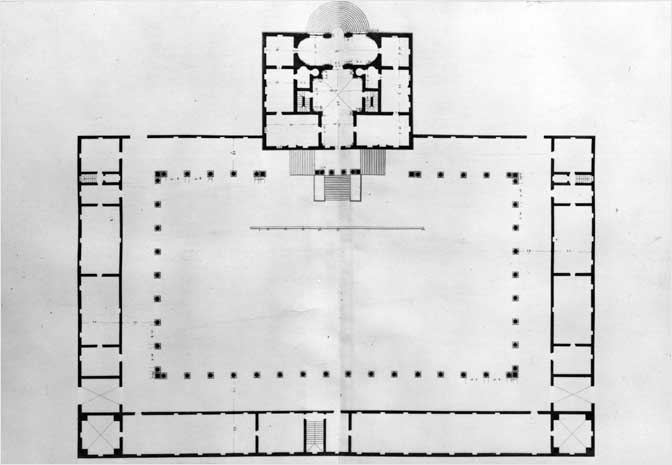
Pianta (Ottavio Bertotti Scamozzi, 1778)
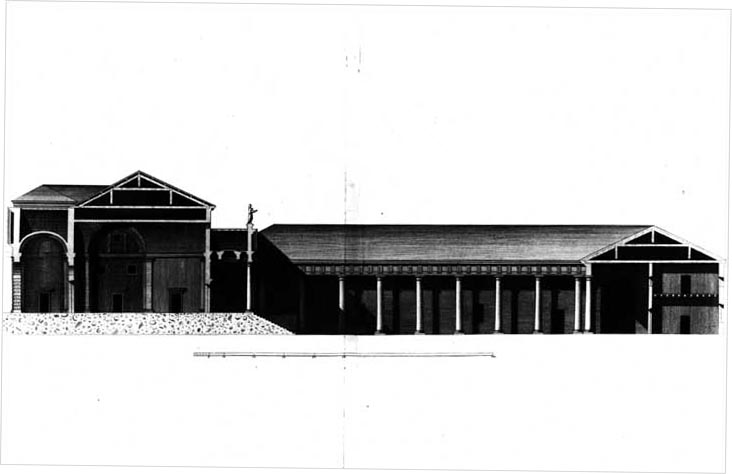
Sezione (Ottavio Bertotti Scamozzi, 1778)

## Descrizione
Nel progetto di villa Pisani l'obiettivo di Palladio è ambizioso: realizzare una dimora di campagna che sia adeguata ai raffinati gusti dei fratelli Pisani e al tempo stesso in grado di offrire una risposta concreta e razionale in termini di organizzazione di tutto il complesso degli annessi agricoli. Palladio infatti inserisce in un disegno unitario casa padronale, stalle, barchesse e colombare, vale a dire quegli elementi che nella villa quattrocentesca si affacciavano sull'aia in un disegno casuale, privo di gerarchie funzionali e formali.
Al tempo stesso, le necessità pratiche della vita agricola sono tradotte in forme inedite, in un nuovo linguaggio ispirato all'architettura antica. Come un tempio romano, la villa sorge su un alto basamento che dà slancio all'edificio e accoglie gli ambienti di servizio.
La grande sala centrale a “T” è coperta a botte come gli edifici termali antichi, riccamente decorata e illuminata da un'ampia finestra termale: uno spazio radicalmente diverso, per dimensioni e qualità formale, dalle sale delle ville prepalladiane, tradizionalmente più piccole e coperte da un soffitto piano con travi di legno. Una ricca decorazione pittorica ad affresco, con scene tratte dalle Metamorfosi di Ovidio dovute probabilmente alla mano di Francesco Torbido (1482/84-1561), dialoga con lo spazio architettonico esaltandone la monumentalità.
Un ricco dossier di disegni autografi, oggi conservati a Londra, documenta l'evolversi del progetto palladiano. Nelle prime ipotesi si affollano suggestioni derivanti dalle architetture antiche e moderne visitate nel viaggio a Roma appena compiuto (da villa Madama di Raffaello al Belvedere bramantesco, sino alla cappella Paolina di Sangallo) accanto a elementi più specificamente veneti: la disposizione delle stanze, la loggia serrata da due torrette come in villa Trissino a Cricoli o il potente bugnato sanmicheliano della facciata sul fiume.

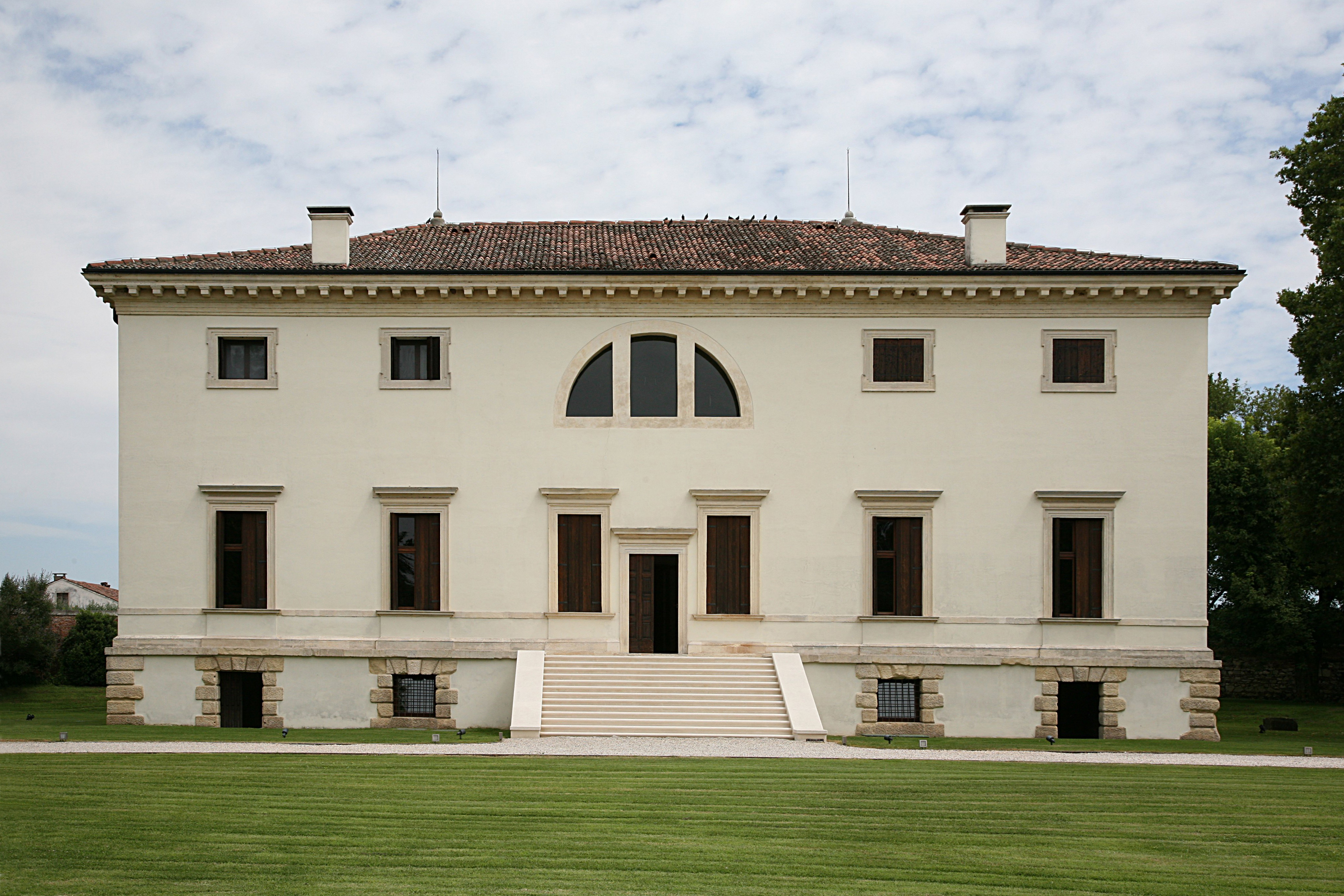
Prospetto posteriore
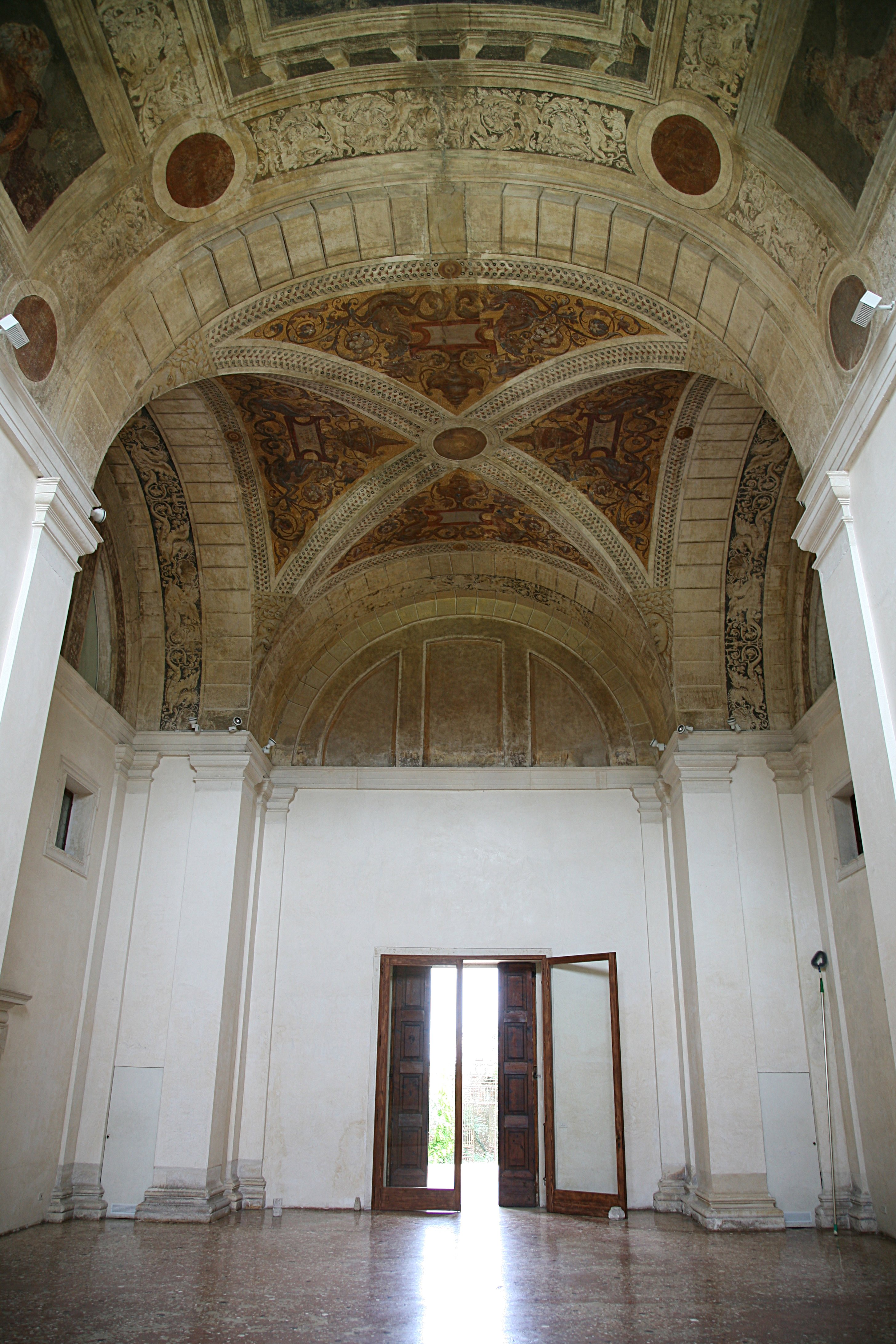
Interni: il salone